# Pheel Pambou
Achille Ulrich Pambou, connu sous le nom de  Pheel Pambou ou Pheel le Montagnard, est un homme d’affaires, producteur, animateur et journaliste franco-gabonais. Il est né le 13 août 1977 à Mouila, capitale de la province de la Ngounié, au Gabon.

## Biographie
Achille Ulrich Pambou naît le 13 août 1977 dans le sud Gabon, à Mouila, la capitale de la province de la Ngounié. Son père, Moutendi Martial, qu’il n’a pas connu, était professeur de français au lycée Léon Mba à Libreville et sa mère, Dorothée Pambou, était une ancienne hôtesse de l’air. Il sera élevé par sa tante du côté maternel et son époux, à Libreville.
Il découvre la radio au lycée, dans les années 90, en faisant de l'animation dans les médias locaux Radio Soleil et Radio Mandarine.
Sa carrière dans l'animation et le journalisme démarre quand il intègre Radio Nostalgie, en 1997. En parallèle, il collabore avec la chaîne de télévision privée gabonaise TV+.

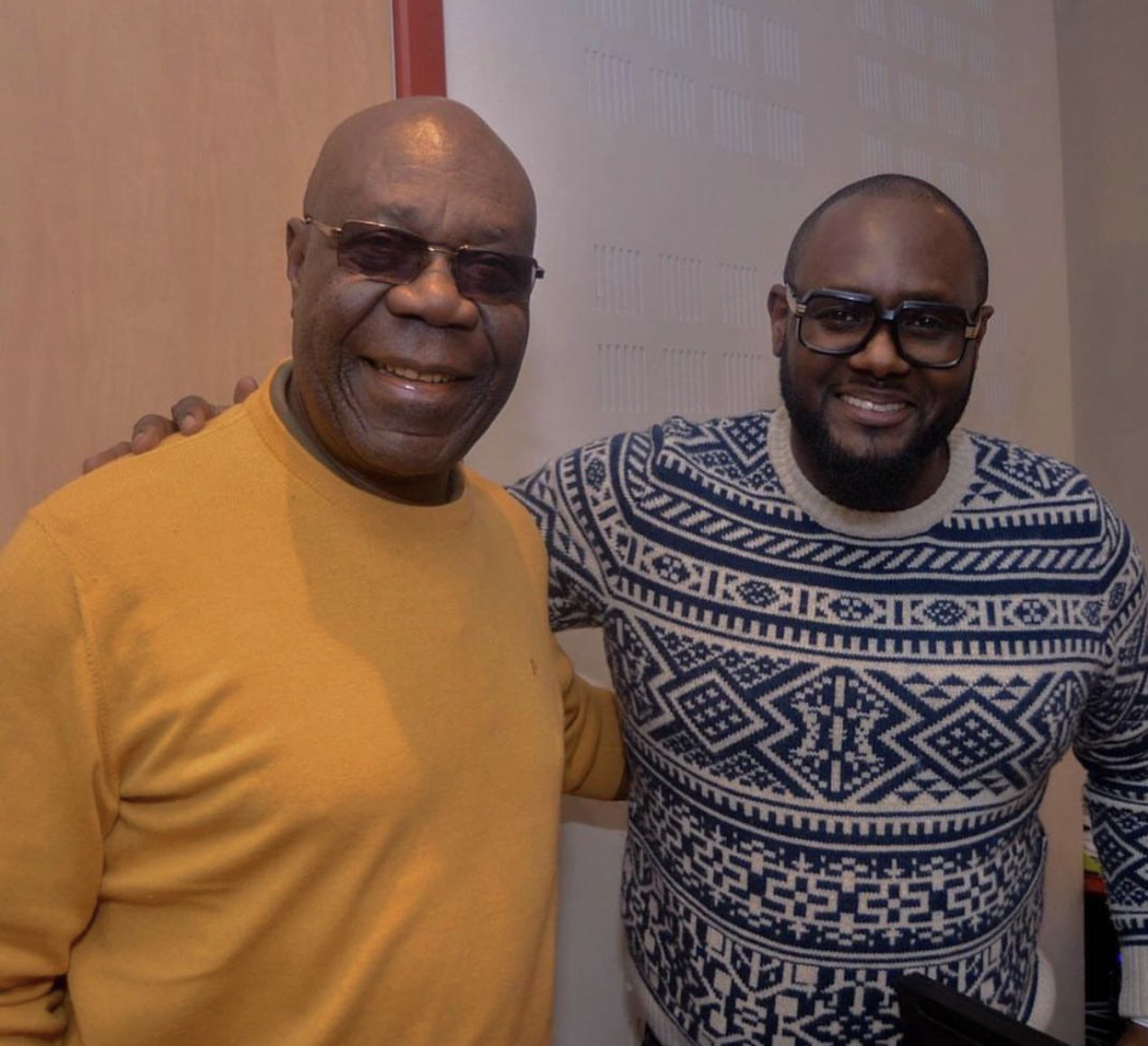
Manu Dibango et Pheel Pambou

Au début des années 2000, il devient animateur et journaliste à Africa no 1, à Libreville, où il présentera l’émission emblématique de la radio, Kilimandjaro et le magazine culturel Akwaba.
Il quitte la radio en 2005 et poursuit sa carrière en France. Il passera par Tropiques FM, fondée en 2007 par l’animateur et journaliste, Claudy Siar et deviendra brièvement chroniqueur dans l'émission Couleurs tropicales, diffusée sur RFI.
Entre 2011 et 2017, il devient chroniqueur dans l’émission Afronight et animateur pour la chaîne Télésud.
En 2012, il intègre la rédaction d’Africa no 1, à Paris, qui deviendra Africa Radio, en 2019. Il présentera La grande matinale (2012-2021), Africa Gospel (2021-2024) et l'Afterwork (2023-2024). Il présente désormais l'émission Africa City.